# Fallen Angel (película de 2003)
Fallen Angel es una película para televisión de 2003 protagonizada por Gary Sinise y Joely Richardson. Está basada en la novela homónima de Don Snyder, quien también escribió el guion para la película.

## Argumento
Cuenta la historia de un exitoso abogado de California Terry McQuinn que  mira hacia atrás en su pasado recordando su infancia en Maine. El padre de Terry era  un cuidador viudo que pasaba demasiado tiempo en su trabajo, lo que impedía que pudiese pasar más tiempo con su hijo, posiblemente debido a un dolor incurable después de la temprana muerte de su esposa (la madre de Terry). Después cuando su padre muere, Terry regresa a Maine para cuidar la pequeña propiedad de su padre. Mientras estuvo allí, también cuida una casa que su padre cuidó cuando Katherine Wentworth, una trabajadora social de Nueva York, decide mostrarle la casa a su hija ciega adoptiva, Olivia y llama para pedirle a Terry que vuelva a abrir la casa.
Terry se remonta a su infancia y su reunión con Katherine cuando era niña cuando sus padres llegaron a la casa un invierno. Recuerda haber ido con Katherine y su padre, un exjugador de fútbol profesional, para entregar regalos de Navidad a niños hospitalizados, algo que su padre hacía todos los años, hasta esta noche; después de las entregas, el auto de su padre patinó en una carretera helada y mató inadvertidamente a una madre y su hijo. Aunque la policía dictaminó que fue un accidente y planeó no presentar cargos, el padre de Katherine desapareció por completo. Terry también descubre que su padre guardó muchas fotos de su pequeña familia durante años después de que su madre murió.
Cuando se encuentra con Katherine de nuevo, Terry se siente atraído por su calidez y el amor a la vida de su hija ciega, y descubre que su padre perdido no está muerto como su hermano lo hizo saber, sino vivo y sin hogar, después de haber trabajado muchos años en el hospital donde todavía donaba regalos de Navidad anualmente a los niños de allí. Terry no sabe si decirle a Katherine que su padre aún está vivo, y Katherine no está segura de haberse enamorado de Terry.

## Reparto
- Gary Sinise como Terry McQuinn.
- Joely Richardson como Katherine Wentworth.
- Dave Nichols como Charles Wentworth.
- Michael Rhoades como Mac McQuinn.
- Gordon Pinsent como Warren Wentworth.
- Jordy Benattar como Olivia.
- Jake Brockman como young Terry.
- Ryan Simpkins como young Katherine.
- Shawn Roberts como Terry a los 18 años.
- Rick Roberts como Charles a los 30 años.
- Alisa Wiegers como la madre de Katherine.

- Datos: Q25205594